# Honaz
Honaz ist eine Stadt im gleichnamigen Landkreis der türkischen Provinz Denizli und gleichzeitig ein Stadtbezirk der 2012 geschaffenen Büyükşehir belediyesi Denizli (Großstadtgemeinde/Metropolprovinz). Honaz liegt etwa 19 km östlich des Zentrums von Denizli. Der Ort wurde laut Logo 1914 in den Rang einer Belediye (Gemeinde) erhoben und zusammen mit einigen Dörfern 1987 vom zentralen Landkreis (Merkez) abgespalten.
Ende 2020 lag Honaz mit 33.765 Einwohnern auf dem 6. Platz der bevölkerungsreichsten Landkreise in der Provinz. Die Bevölkerungsdichte liegt mit 75 Einwohnern je Quadratkilometer unter dem Provinzschnitt (86 Einwohner je km²).
Der Ort ist die Nachfolgesiedlung des antiken Ortes Chonai, von dem nur wenige Relikte erhalten sind.

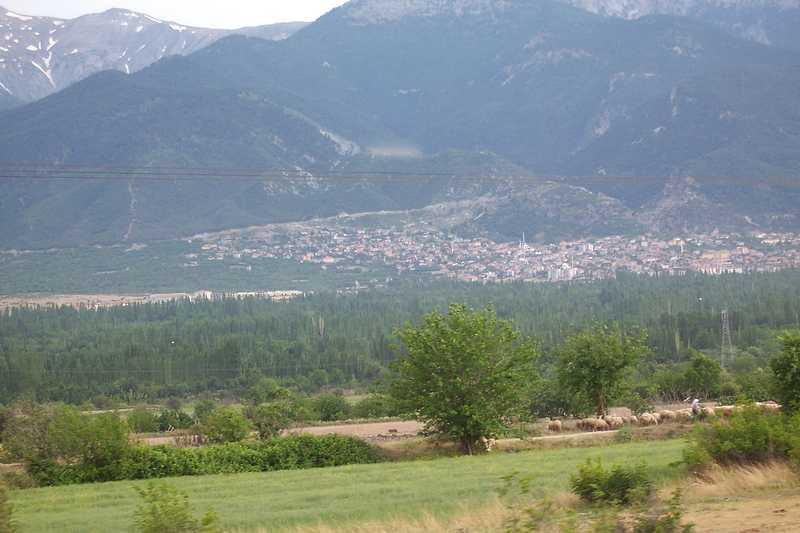
Die Stadt Honaz und der Honaz Dağı

Die Stadt Honaz zeichnet sich durch eine reiche Pflanzen- und Tierwelt mit seltenen Arten aus. Der Honaz-Dağı-Nationalpark ist ein großes Waldgebiet, in dem der Honaz Dağı mit 2528 Metern die höchste Erhebung der Ägäisregion darstellt.